# The Last Warning
The Last Warning ist eine österreichische Metal-Gruppe aus Obdach in der Steiermark. Die Gruppe wird den Stilrichtungen Thrash Metal und Death Metal zugerechnet.

## Geschichte
Das erste Demoalbum der Band In Case of Fire wurde 2003 aufgenommen. Ein Lied daraus wurden auf dem Sampler All Freaks veröffentlicht. Ausgehend davon entstand die All-Freaks-Tour mit allen auf dem Sampler vertretenen Bands, die durch Österreich, die Schweiz und Deutschland führte.
2004 bekam The Last Warnig von dem Indie-Label Ton 4 Records einen Vertrag für das erste Album Face 2 Face, mit dem sie sich durch zahlreiche Clubs spielten und auch auf einigen kleineren Festivals auf der Bühne zu sehen waren.
Durch das nächste Album, Chainbreaker, das wieder auf Ton 4 Records nachgeliefert wurde, erweiterten sich die Wege der Band jetzt nach Slowenien, Tschechien und in die Slowakei. Durch dieses Album bekam die Band erstmals die Möglichkeit, sich mit Szenegrößen wie Maroon oder Deadsoil die Bühnen zu teilen.
Ein weiteres großes Ereignis in der Karriere der Band war eine Tour durch Indonesien im Sommer 2007. Dort trat The Last Warning auf dem „Headbangers in Hell“ Festival auf sowie auf einigen Club-Shows in Jakarta. Neben der Tour durch Bali war das Soundrenaline Festival in Padang (Sumatra) der absolute Höhepunkt für die Band, wo sie vor 20.000 Leuten auf der Hauptbühne als einer der Headliner spielten. Nach der Tour in Asien spielte die Band einige Shows in Österreich und Osteuropa. Daraufhin begannen sie wieder neue Lieder zu schreiben.
Im Sommer 2008 wurde The Last Warning erneut nach Indonesien eingeladen, um dort wieder bei den großen indonesischen Musikfestivals ihr Können zu zeigen. Während der Tour erkrankte Gitarrist Stefan Lanz und wurde mit hohem Fieber und Verdacht auf Malaria in Padang (Sumatra) in einem Hotel behandelt. Die Band spielte deshalb auf dem Festival in dieser Stadt ein verkürztes Programm vor 40.000 Festivalbesuchern mit nur einem Gitarristen. Glücklicherweise erwies sich das hohe Fieber als harmlos.
Nach der Tournee begab sich die Band ins Studio von Gitarrist Roland Sattler, um die neuen Lieder für ein weiteres Album aufzunehmen. Das Album mit dem Titel Elegance of Bloodiness führte zu einem neuen weltweiten Plattenvertrag beim deutschen Label 7hard. Mit diesem Album im Gepäck spielte die Band sich vornehmlich durch Bühnen in Mitteleuropa.
Nach Elegance of Bloodiness erkannten die Musiker, dass sie an einer Schlüsselstelle in ihrer Karriere angekommen waren und entschlossen sich für die neue Produktion einen Produzenten zu suchen. Die Auswahl fiel auf RD Liapakis, den Produzenten und Sänger von Mystic Prophecy und Devils Train, der auch die bekannte griechische Thrash-Metal-Band Suicidal Angels produziert hatte.
Die Produktion der neuen CD verzögerte sich allerdings massiv – zum einen aufgrund von organisatorischen Faktoren (Terminkollisionen im Studio etc.) und zum anderen aufgrund einer chronischen Handverletzung von Schlagzeuger Markus Zuber.
Im Februar 2012 ging The Last Warning in die „Music Factory Prophecy“ Studios in Kempten (Deutschland) und produzierte mit Liapakis und Toningenieur Christian Schmid das neue Album. Liapakis konnte den speziellen Musikstil von The Last Warning sehr gut herausarbeiten und es entstand das Album Progression, dessen Titel die Weiterentwicklung der Band unterstreichen sollte. Mit der fertigen Produktion konnte ein Vertrag beim renommierten deutschen Metal-Label Massacre Records unterzeichnet werden, wo das Album im Juli 2013 erschien.
Progression bekam von den szenebekannten deutschsprachigen Medien durchwegs positive Kritiken.

## Stil
Musikalisch wird The Last Warning immer wieder verschiedenen Metal-Genres wie Thrash Metal, Death Metal oder Metalcore zugeordnet.
Die Texte der Band befassen sich zumeist mit gesellschaftskritischen und persönlichen Themen. Obwohl die Texte sehr oft düster sind, legt die Band darauf wert, in ihren Aussagen eine positive Attitüde zu vertreten.
Im 2013 erschienenen Album Progression ist das Lied The Beast enthalten, welches das Leben des österreichischen Serienmörders Jack Unterweger zum Thema hat.

## Diskografie
- 2003: In Case of Fire (Demo)
- 2004: Face 2 Face (Album, Ton 4 Records)
- 2006: Chainbreaker (Album, Ton 4 Records)
- 2009: Elegance of Bloodiness (Album, 7hard)
- 2013: Progression (Album, Massacre Records)